# Seeiso
Simon Seeiso, né en 1905, mort en décembre 1940, est le chef suprême du Basutoland du 3 août 1939 au 26 décembre 1940.

## Biographie
Seeiso Griffith est le fils unique de la troisième épouse de son père Griffith Lerotholi. Les deux premières épouses étaient restées sans fils. La quatrième épouse a cependant eu un fils, Bereng Griffith (1902-1948), né avant Seeiso.
La mère de Seeiso avait quitté son mari vers 1900 puis était revenue en 1903, mais était tombée en disgrâce auprès de son mari. Pour se débarrasser de Seeiso, il l'envoie en 1924 dans le district reculé de Mokhotlong, pour collecter des impôts en tant qu'officier de police. Puis en 1926, Griffith Lerotholi déclare aux autorités coloniales britanniques que son autre fils, Bereng, est son successeur légitime. Le conseil suprême des chefs traditionnels des basothos choisit également  Bereng comme successeur potentiel par 23 voix contre 10. La femme principale et première épouse de Seeiso, 'Mantšebo (1902-1964), quitte son mari et retourne dans les régions occidentales du Basutoland, car il l'a battue à plusieurs reprises. Au milieu des années 1930, il fonde le village de Thabang (ce qui signifie en français : «bonheur») et rebaptise son ancien village Salang (en français : à peu près : «Adieu !»). Son fils Constantine Bereng Seeiso naît à Thabang en 1938.
Après la mort de Griffith Lerotholi, père de Seeiso, en juillet 1939, le conseil suprême des chefs traditionnels des basothos choisit Seeiso comme successeur en tant que chef suprême - contrairement à ce qui avait été décidé auparavant. Il est couronné devant une assemblée de 40 000 personnes en juillet 1939. Durant son mandat, Seeiso appelle ses compatriotes à participer à la Seconde Guerre mondiale et fait la promotion des réformes administratives proposées par l'administration coloniale britannique. Il meurt en décembre 1940.
'Mantšebo lui succéde en tant que régente, car ni Leshoboro Seeiso, fils de la troisième épouse, ni Bereng Seeiso, fils de la seconde épouse, ne sont majeurs. Bereng Griffith, demi-frère de Seeiso, ambitionnéeégalement de devenir chef suprême, mais le conseil suprême des chefs traditionnels des basothos ne retient pas cette candidature.